# 贯月忍冬
贯月忍冬（学名：Lonicera sempervirens）是忍冬科忍冬属的植物。分布于北美洲以及中国大陆的上海、杭州等地，目前尚未由人工引种栽培。

## 别名
穿叶忍冬（东北木本植物图志）